# Masis (Stadt)
Masis (armenisch Մասիս) ist eine Stadt in der zentralarmenischen Provinz Ararat, die als Warenumschlagplatz, Bahnhof und Wohnsiedlung für die 14 Kilometer nordöstlich gelegene Landeshauptstadt Jerewan von Bedeutung ist.

## Lage

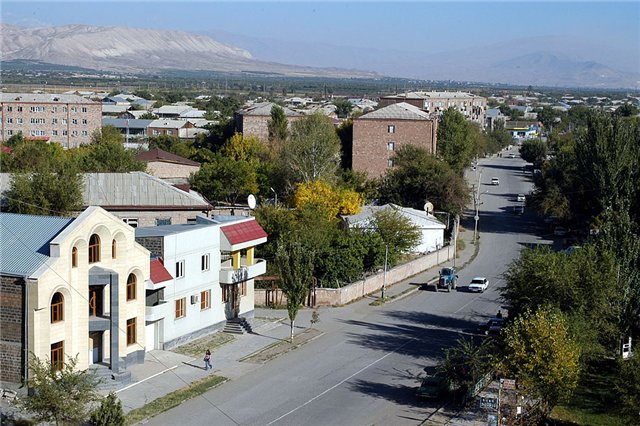
Richtung Nordosten

Masis liegt auf 854 Metern Höhe in der breiten Talebene des Aras, dem Grenzfluss zur Türkei, und am linken Ufer des Hrasdan, der Wasser vom Sewansee führt, in einer Schlucht Jerewan durchfließt und wenige Kilometer südlich von Masis in den Aras mündet. Die alluviale Ebene südlich der Stadt ist von Bewässerungskanälen durchzogen und wird intensiv landwirtschaftlich genutzt. Auf kleinparzelligen Feldern gedeihen Gemüse (Wassermelonen, Tomaten, Auberginen), Weintrauben und Obstbäume, vor allem Aprikosen und Pfirsiche. In zahlreichen Teichen zwischen Masis und den Dörfern Ranchpar (sechs Kilometer südlich) und Sayat Nova (vier Kilometer westlich) wird wie in anderen Gebieten der Arasebene Fischzucht betrieben, dessen Ertrag in die Hauptstadt verkauft wird. Es gibt in manchen Dörfern Probleme bei der Trinkwasserversorgung, da zu viel Wasser aus immer tiefer gegrabenen artesischen Brunnen für die Fischzuchtbecken abgeleitet wird.
Von Jerewan ist Masis auf der als Autobahn ausgebauten M2 zu erreichen. Am Autobahnkreuz führt die westliche Ausfahrt nach Masis; nach Osten zweigt die M15 ab, die von Masis über Nubaraschen bis Abowjan das Stadtgebiet Jerewans östlich umrundet. Im Zentrum von Masis kreuzt sich die H13 zwischen den Nachbardörfern Marmaraschen im Osten und Sayat Nova im Westen mit der H12, die von der Autobahnausfahrt südwärts nach Ranchpur an den Aras führt. Die nächsten Städte von Masis an der M2 nach Südwesten sind Artaschat (14 Kilometer) und Ararat (weitere 17 Kilometer). Masis heißt auch eines der Dörfer, die sich in einer langen Kette zusammengewachsen an der Parallelstraße zur Autobahn von Artaschat Richtung Jerewan hinziehen.

## Geschichte

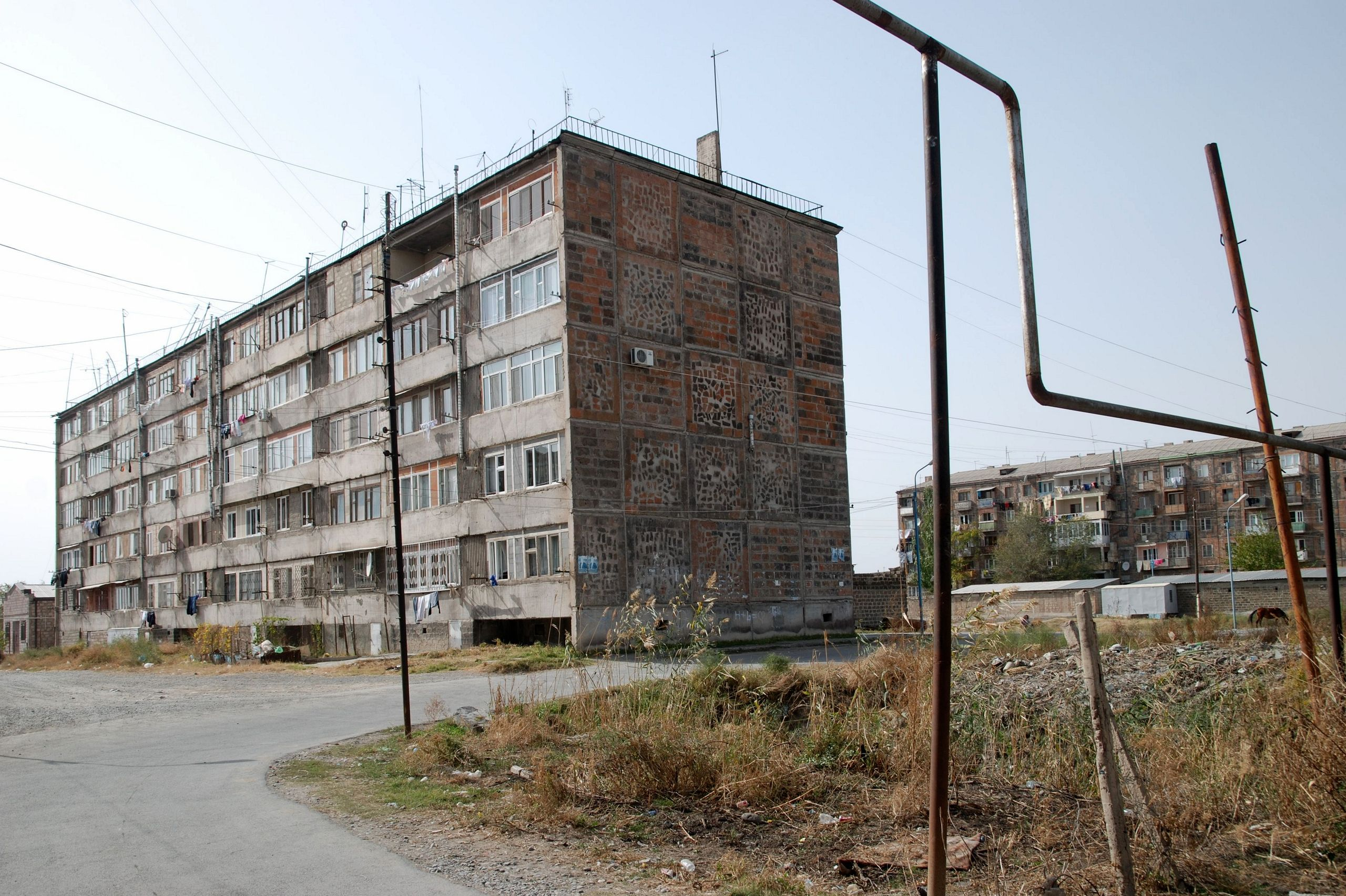
Typische Wohnblocks

Anfang des 20. Jahrhunderts lag hier der Distrikt Zangibasar mit mehreren kurdisch-muslimischen Dörfern. Während der zwischen 1918 und 1920 existierenden Demokratischen Republik Armenien gab es Versuche, die aufständischen Muslime zu vertreiben. Nach einem von Bolschewiki im Mai 1920 geschürten Aufstand, den die armenische Regierung als Verschwörung zwischen den Sozialisten und den im Land lebenden Muslimen wahrnahm, erfolgte ein Militärschlag gegen die muslimischen Siedlungen in den Distrikten Zangibasar und Vedibasar, um das fruchtbare und strategisch bedeutende Aras-Tal einzunehmen. Bis Juli waren die armenischen Einheiten in die Gegend von Nachitschewan vorgedrungen und hatten viele Kurden und Aserbaidschaner zur Flucht gezwungen.
In der Armenischen Sozialistischen Sowjetrepublik wurde im Dezember 1937 ein 160 Quadratkilometer großer Distrikt Zangibasar aus Teilen der bisherigen Distrikte Etschmiadsin und Artaschat geschaffen. Wie der Distrikt trugen auch seine 31 Dörfer und Siedlungen überwiegend turkische Namen, entsprechend waren die Bewohner mehrheitlich Aserbaidschaner. Um 1949 gab die sowjetische Verwaltung den Distrikt auf. Die sowjetische Regierung misstraute den Aserbaidschanern, die direkt an der türkischen Grenze lebten und verfügte deren Umsiedlung von Zangibasar.
Für die nachfolgend angesiedelten Armenier wurde 1950 Masis als Stadt neu gegründet. Masis ist der armenische Name des unmittelbar jenseits der Grenze gelegenen, für die Armenier heiligen Berges Ararat. Der Historiker Moses von Choren gibt im 5. Jahrhundert die Namensherkunft wieder, die bis heute als Volksetymologie überliefert wird. Demnach ist Masis von Amasia abgeleitet, einem Abkömmling in sechster Generation von Jafet, der als einer der drei Söhne Noahs die Sintflut überlebte. Amasia (heute Amasya) ist ferner der antike Name einer Stadt in Kleinasien. Nach drei auf Amasia folgenden Generationen wurde Aram geboren, woraus die Fremdbezeichnung für die Armenier wurde, die sich selbst Hajer nennen. So fasst dies zumindest der armenische Geschichtsschreiber Vardan Arevelci im 13. Jahrhundert zusammen. Außer dem Ararat tragen zwei weitere Berge im historischen Großarmenien den Namen Masis. Der Nekh Masis (Nex Masis, gesprochen „Nech Masis“, heute Süphan Dağı) nördlich des Vansees überragt wie der Ararat deutlich das Umland und wurde daher ebenso in frühchristlicher Zeit mit dem Sintflutmythos in Verbindung gebracht. Masis scheint ein armenisches Lehnwort aus dem Persischen in der Bedeutung „größer“, „riesig“ zu sein.

## Stadtbild

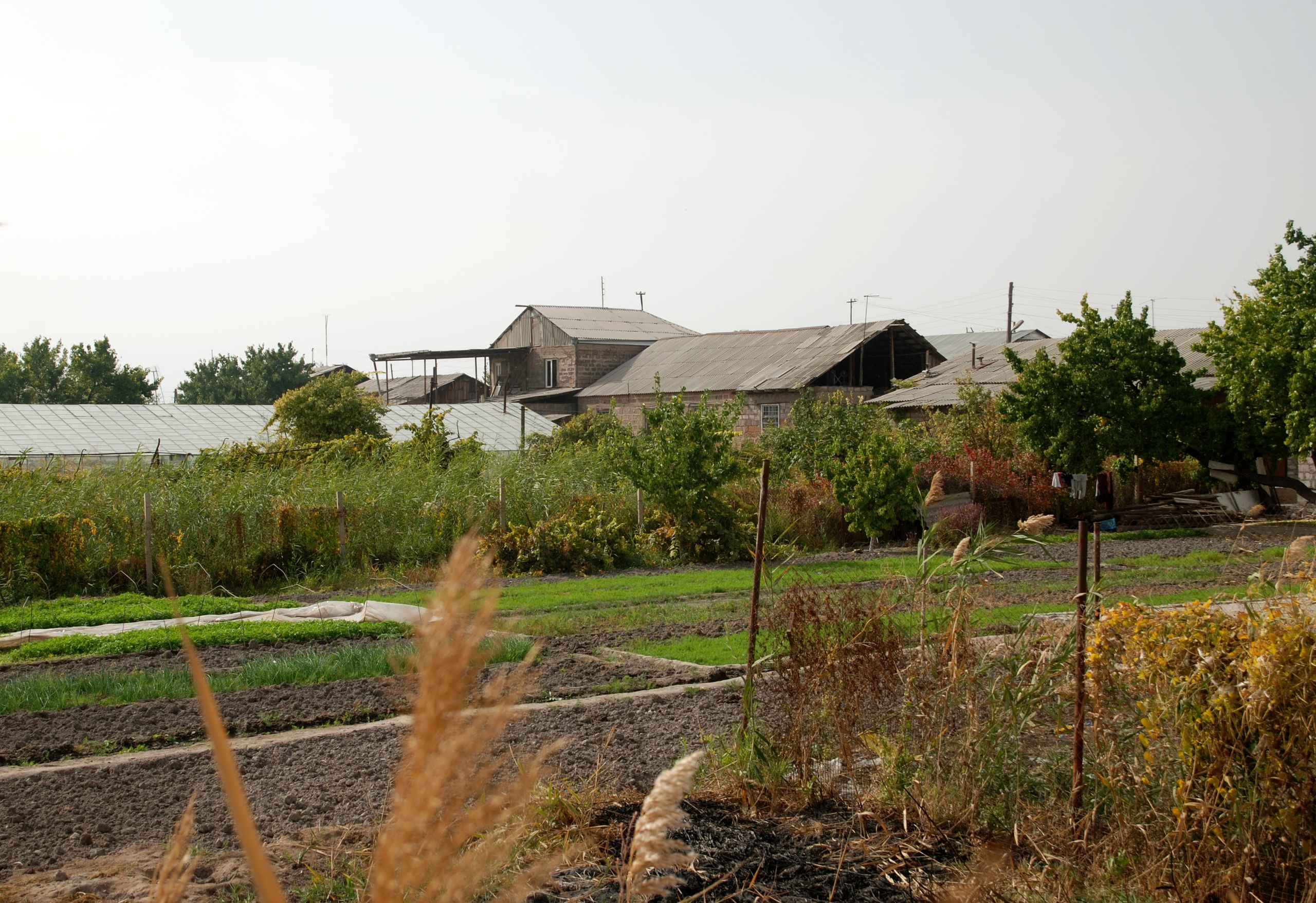
Südlicher Ortsrand

Die Einwohnerzahl der Stadt beträgt 20.900 (Stand 2023), wozu allerdings eine erhebliche Anzahl eingemeindeter Einwohner ländlicher Gebiete hinzukommt, wodurch sich die Gesamteinwohnerzahl der Gemeinde auf 80.600 beläuft. Im Januar 2008 lebten nach der amtlichen Statistik 22.138 Einwohner in Masis. In der sozialistischen Zeit war Masis ein bedeutender Eisenbahnknoten an der Strecke zwischen der Georgischen Sowjetrepublik im Norden und der durch den Bergkarabachkonflikt um 1990 stillgelegten Verbindung nach Nachitschewan im Süden. Richtung Osten zweigt eine Bahnlinie nach Jerewan und zum Sewansee ab. Der Bahnhof befindet sich etwa zwei Kilometer westlich des Zentrums.
Die Straßenzüge der Innenstadt wurden in einem weitgehend gleichförmigen rechteckigen Raster angelegt. Die zentrale Kreuzung der breiten Hauptstraßen mit der Haltestelle für Marschrutkas ist vom Postamt und anderen öffentlichen Gebäuden und einigen Lebensmittelläden umgeben. Agrarprodukte der Region im Straßenverkauf werden in kleineren Nebenstraßen angeboten. Die zentralen Wohngebiete sind geprägt durch fünfgeschossige, billig erstellte Wohnblocks aus der sozialistischen Zeit mit jeweils durchschnittlich 50 Wohneinheiten. Sehenswürdigkeiten gibt es keine.
An den Rändern, besonders Richtung Süden, wird die Siedlungsstruktur ländlich. An nicht asphaltierten Straßen breiten sich dort eingeschossige Einfamilienhäuser aus, die von Gemüsegärten umgeben sind, bevor diese in offene Felder übergehen. Es gibt einige Holz verarbeitende Industriebetriebe, andere produzieren Farben und Lacke.

## Persönlichkeiten
- Angela Avetisyan (* 1988 in Masis), Jazzmusikerin
- Edgar Stepanyan (* 1997 in Masis), Radrennfahrer